# باغ محله
باغ محله یک روستا در ایران است که در دهستان فاروج واقع شده‌است. باغ محله ۲۳۸ نفر جمعیت دارد.